# Décès en mai 1999
Décès
- 1995
- 1996
- 1997
- 1998
- 1999
- 2000
- 2001
- 2002
- 2003

Pour une information complémentaire, voir la page d'aide.

| Date   | Nom                       | Activités                                                           | Âge | Source |
| ------ | ------------------------- | ------------------------------------------------------------------- | --- | ------ |
| 2 mai  | Oliver Reed               | Acteur britannico-irlandais.                                        | 61  | (en)   |
| 5 mai  | Carlos Fuentes Lemus      | peintre, poète, photographe et philosophe français et mexicain      | 25  |        |
| 6 mai  | Kaii Higashiyama          | peintre japonais                                                    | 90  | (en)   |
| 6 mai  | Sven Meyer                | patineur artistique allemand                                        | 21  |        |
| 7 mai  | Émile Danoën              | écrivain français                                                   | 79  |        |
| 7 mai  | Ioury Zakharanka          | homme politique soviétique puis biélorusse                          | 47  |        |
| 8 mai  | Dirk Bogarde              | Acteur et scénariste américain.                                     | 78  |        |
| 8 mai  | Dana Plato                | Actrice américaine.                                                 | 34  |        |
| 9 mai  | Madeleine Lamberet        | peintre, graveuse, dessinatrice et professeure de dessin française. | 91  |        |
| 16 mai | Guy Cudell                | homme politique belge                                               | 98  |        |
| 17 mai | Bruce Fairbairn           | producteur canadien de Hard rock dans les années 1980 et 1990.      | 49  |        |
| 19 mai | James Blades              | percussionniste anglais                                             | 97  |        |
| 19 mai | Candy Candido             | chanteur et acteur américain                                        | 85  |        |
| 21 mai | Norman Rossington         | acteur britannique                                                  | 70  |        |
| 23 mai | Maurice Ardouin           | peintre et dessinateur français                                     | 66  |        |
| 23 mai | Owen Hart                 | catcheur américain                                                  | 34  |        |
| 26 mai | Jean Vimenet              | peintre français                                                    | 85  |        |
| 28 mai | Jan Lebenstein            | peintre et graphiste polonais                                       | 69  |        |
| 28 mai | Henry Carlsson            | footballeur international suédois.                                  | 81  |        |
| 28 mai | Thierry Rijkhart de Voogd | peintre néerlandais d'origine française.                            | 54  | (nl)   |